# Самарська сільська рада (Петропавлівський район)
Сама́рська сільська́ ра́да — адміністративно-територіальна одиниця та орган місцевого самоврядування в Петропавлівському районі Дніпропетровської області. Адміністративний центр — село Самарське.

## Загальні відомості
- Населення ради: 1 266 осіб (станом на 2001 рік)

## Населені пункти
Сільській раді підпорядковані населені пункти:
- c. Самарське
- с. Васюківка
- с. Лугове

## Склад ради
Рада складається з 12 депутатів та голови.
- Голова ради: Ємельянов Олександр Дмитрович
- Секретар ради: Стукан Ірина Анатоліївна

### Керівний склад попередніх скликань
| Прізвище, ім'я, по батькові   | Основні відомості                                                 | Дата обрання | Дата звільнення |
| ----------------------------- | ----------------------------------------------------------------- | ------------ | --------------- |
| Негей Ганна Миколаївна        | Сільський голова, 1951 року народження, позапартійна              | 26.03.2006   | 31.10.2010      |
| Ємельянов Олександр Дмитрович | Сільський голова, 1970 року народження, освіта вища, безпартійний | 31.10.2010   |                 |

Примітка: таблиця складена за даними сайту Верховної Ради України

### Депутати
За результатами місцевих виборів 2010 року депутатами ради стали:

#### За суб'єктами висування
| Суб'єкт висування                                       | Кількість обраних депутатів | %    |
| ------------------------------------------------------- | --------------------------- | ---- |
| Партія регіонів                                         | 8                           | 66,7 |
| Політична партія Всеукраїнське об'єднання «Батьківщина» | 3                           | 25   |
| Народна партія                                          | 1                           | 8,3  |

#### За округами
| № округу                                                | Прізвище, ім'я, по батькові      | Дата визнання обраним | Освіта  | Партійна приналежність                        | Відомості про обраного депутата                                       |
| ------------------------------------------------------- | -------------------------------- | --------------------- | ------- | --------------------------------------------- | --------------------------------------------------------------------- |
| Народна Партія                                          |                                  |                       |         |                                               |                                                                       |
| 4                                                       | Бондаренко Ольга Іванівна        | 03.11.2010            | вища    | член Народної партії                          | Петропавлівська загальноосвітня школа І-ІІІ ст. № 2, вчитель          |
| Партія регіонів                                         |                                  |                       |         |                                               |                                                                       |
| 2                                                       | Деньгуб Олександр Миколайович    | 03.11.2010            | середня | позапартійний                                 | приватний підприємець                                                 |
| 3                                                       | Поліщук Петро Леонідович         | 03.11.2010            | середня | позапартійний                                 | Петропавлівський спеціальний склад, охоронець                         |
| 5                                                       | Овсянік Микола Іванович          | 03.11.2010            | середня | позапартійний                                 | Першотравенське управління газового господарства, електрозварювальник |
| 6                                                       | Білоус Сергій Миколайович        | 03.11.2010            | вища    | позапартійний                                 | приватний підприємець                                                 |
| 8                                                       | Абашев Леонід Анатолійович       | 03.11.2010            | вища    | позапартійний                                 | пенсіонер                                                             |
| 9                                                       | Приходченко Вікторія Анатоліївна | 03.11.2010            | вища    | член Партії регіонів                          | Самарський фельдшерсько-акушерський пункт, фельшер                    |
| 10                                                      | Солонець Інна Василівна          | 03.11.2010            | вища    | член Партії регіонів                          | Петропавлівська РДА, начальник відділу Державного реєстру виборців    |
| 12                                                      | Григоревська Марина Василівна    | 03.11.2010            | вища    | позапартійна                                  | тимчасово не працює                                                   |
| Політична партія Всеукраїнське об'єднання «Батьківщина» |                                  |                       |         |                                               |                                                                       |
| 1                                                       | Погрібняк Григорій Миколайович   | 03.11.2010            | вища    | член Всеукраїнського об'єднання «Батьківщина» | приватний підприємець                                                 |
| 7                                                       | Стукан Ірина Анатоліївна         | 03.11.2010            | середня | член Всеукраїнського об'єднання «Батьківщина» | Самарська сільська рада, землевпорядник                               |
| 11                                                      | Паливода Тетяна Василівна        | 03.11.2010            | вища    | член Всеукраїнського об'єднання «Батьківщина» | приватний підприємець                                                 |